# Сегал, Александр Израилевич
Александр Израилевич Сегал (16 июня 1905, Остров, Ломжинская губерния — 12 октября 1971, Ленинград) — советский живописец и педагог, член Ленинградского Союза художников.

## Биография
Александр Израилевич Сегал родился в июне 1905 года в Острове Ломжинской губернии (территория современной Польши) в еврейской семье. Отец служил приказчиком, мать швеёй. В 1915 году в связи с первой мировой войной семья была выселена вглубь страны и поселилась в Воронеже. В 1920 году А. Сегал вступил в комсомол, в 1920—1923 годах занимался организационной и пропагандистской работой в Воронежской городской организации РКСМ. В 1923 по командировке губкома комсомола приехал в Ленинград и поступил во ВХУТЕИН. В 1929 окончил институт с присвоением звания художника-живописца, дипломная работа — «МОБ» (по Синклеру).
В 1930—1932 занимался в аспирантуре института. В 1932 начал преподавательскую работу в ЛИЖСА, продолжавшуюся до 1971 года. Одновременно в 1930—1933 годах работал художником в ленинградском Государственном Академическом театре драмы им. А. С. Пушкина. Участвовал в выставках ОМАХРР с конца 1920-х годов. Работал как театральный художник и живописец-станковист. В 1932 был принят в члены Ленинградского Союза советских художников по секции живописи. С этого же года участвовал как живописец в выставках, организуемых Союзом художников, экспонируя свои работы вместе с произведениями ведущих мастеров изобразительного искусства Ленинграда. С 1937 по 1947 год был деканом живописного факультета ЛИЖСА имени И. Е. Репина.
В феврале 1942 был эвакуирован с институтом из блокадного Ленинграда в Самарканд. В 1942 защитил диссертацию на соискание звания кандидата искусствоведческих наук. После войны работал преимущественно в станковой живописи. Писал жанровые и исторические картины, портреты, пейзажи. Среди произведений станковой живописи, созданных А. Сегалом, картины «Допрос Радищева» (1939), «Бунт Ояшских крестьян», «Портрет И. Сталина», «Портрет военно-морского министра Кузнецова» (все 1947), "Окрестности «Токсово» (1950), «Первый декрет Советской власти» (1951), «Загорск» (1953), «Портрет писателя Н. Никитина» (1955), «Искусство народу (Эрмитаж)» (1960), «Первые шаги» (1967) и другие. В области театрально-декорационного искусства А. Сегал создал эскизы декораций и костюмов для более чем 30 постановок ленинградских театров, среди них «Мятеж», «Шторм», «Князь Мстислав удалой», «За чем пойдёшь, то и найдёшь», «Трактирщица», «Слуга двух господ», «Собака на сене» и др.
Скончался 12 октября 1971 года в Ленинграде на 67-м году жизни. 
Произведения А. И. Сегала находятся в Русском музее, в музеях и частных собраниях в России, США, Израиле, Германии, Франции и других странах.
Брат — математик Бенцион Израилевич Сегал.

## Ученики
- Балдина Ирина Михайловна (1922—2009)
- Весёлкин Игорь Петрович (1915—1997)
- Екдишман Михаил (1937 - 2013)
- Келехсаев Магрез Ильич 1940
- Соколова Ариадна Леонидовна

## Выставки
- 1951 год (Ленинград): Выставка произведений ленинградских художников.
- 1956 год (Ленинград): Осенняя выставка произведений ленинградских художников.
- 1960 год (Ленинград): Выставка произведений ленинградских художников.
- 1960 год (Москва): Советская Россия. Республиканская художественная выставка.
- 1967 год (Москва): Советская Россия. Третья Республиканская художественная выставка.